# Miralcamp
Miralcamp és un dels 16 municipis de la comarca del Pla d'Urgell a la província de Lleida. El terme municipal forma part d'una conurbació amb centre a Mollerussa i els municipis del Palau d'Anglesola, Golmés i Fondarella. El poble està comunicat per la carretera L-200 i a només 2 quilòmetres de la línia de ferrocarril Lleida-Manresa (Mollerussa).

## Geografia
- Llista de topònims de Miralcamp (Orografia: muntanyes, serres, collades, indrets..; hidrografia: rius, fonts...; edificis: cases, masies, esglésies, etc).

### Demografia
| 1497 f | 1515 f | 1553 f | 1717 | 1787 | 1857 | 1877 | 1887 | 1900 | 1910 |
| ------ | ------ | ------ | ---- | ---- | ---- | ---- | ---- | ---- | ---- |
| 31     | 31     | 30     | 91   | 194  | 524  | 577  | 706  | 744  | 831  |

| 1920  | 1930  | 1940  | 1950  | 1960  | 1970  | 1981  | 1990  | 1992  | 1994  |
| ----- | ----- | ----- | ----- | ----- | ----- | ----- | ----- | ----- | ----- |
| 1.089 | 1.052 | 1.003 | 1.071 | 1.164 | 1.230 | 1.181 | 1.213 | 1.193 | 1.193 |

| 1996  | 1998  | 2000  | 2002  | 2004  | 2006  | 2008  | 2010  | 2012  | 2014  |
| ----- | ----- | ----- | ----- | ----- | ----- | ----- | ----- | ----- | ----- |
| 1.254 | 1.239 | 1.250 | 1.228 | 1.280 | 1.310 | 1.405 | 1.424 | 1.432 | 1.384 |

| 2016  | 2018  | 2020  | 2022  | 2024  | 2026 | 2028 | 2030 | 2032 | 2034 |
| ----- | ----- | ----- | ----- | ----- | ---- | ---- | ---- | ---- | ---- |
| 1.369 | 1.347 | 1.385 | 1.364 | 1.390 | -    | -    | -    | -    | -    |

### Clima
El clima és continental, o més específicament mediterrani de forta influència continental, i sobre el qual la seva situació en una depressió i el contacte amb el clima dels Pirineus exerceixen una influència cabdal. És força sec i àrid amb temperatures mitjanes que abasten entre els 14-16 °C i oscil·lacions que van entre els 38 °C de l'estiu a una mitja de 0 °C a l'hivern.
Les precipitacions són escasses i irregulars i són habituals els bancs de boira per la seua situació a la fondalada de la conca del Segre, sobretot durant la tardor i l'hivern.

## Llocs d'interès
- Església de Sant Miquel Arcàngel
- Antiga casa de la Vila
- Nova casa de la vila i pavelló poliesportiu
- Escoles Públiques Sant Miquel
- La Mòbila i el seu pantà
- La Font del Tort
- El pantà de la Basella
- Plaça Major
- Plaça Sant Jaume
- Els dipòsits
- Xemeneia Jan Bru
- L'alzina el Quelàs

## Festes Majors i Esdeveniments Culturals

### Gener
- Cap d'Any
- L'adoració dels Reis Mags
- Sant Antoni
- Festa Major d'hivern (20 gener)

### Febrer
- Sant Blasi
- Santa Àgueda
- Carnestoltes

### Març
- Primer diumenge
- Sant Josep

### Abril
- Diumenge de rams
- Setmana santa
- Diumenge de Pasqua Florida
- Sant Sebastià votat
- dilluns de Pasqua
- 21 d'abril
- Sant Pere Màrtir
- Festa de la Mare de Déu de Fàtima

### Maig
- Mes de Maria
- Les enramades
- Santes Creus
- Rosari de l'Aurora

### Juny
- Corpus Cristi
- Sant Joan i Sant Pere

### Juliol
- Mare de Déu del Carme

### Agost
- Mare de Déu d'agost
- Festa Major d'estiu

### Setembre
- Diada nacional

### Octubre
- La castanyada

### Novembre
- La castanyada

### Desembre
- La Immaculada
- Santa Llúcia
- Nadal
- Sant Esteve

## Transports
Existeix una línia d'autobús que passa per la població dos cops al dia i és gestionada per l'empresa Parellada.
- Línia Puig-gros - Lleida: Aquest autobús passa a les 7:55 i a les 15:00
- Les Borges Blanques - Mollerussa: Aquest autobús passa a les 9:23

Per a més informació consulteu la web de Mobilitat de la Generalitat de Catalunya

## Esports
- Club de Fútbol de Miralcamp